# Rząd Aleksandra Bacha
Rząd Alexandra Bacha – rząd Cesarstwa Austrii od 1852 do 1859 r.
Po śmierci premiera – księcia Felixa Schwarzenberga w 1852, i w związku z tym rozwiązaniu jego rządu, tytułu premiera nie odnowiono, bo nominalną głową rządu został cesarz Franciszek Józef I, w imieniu którego rządził minister spraw wewnętrznych Alexander von Bach (jego rządy nazywano erą neoabsolutyzmu).
Rząd ten rozbudował centralistyczną i skrajnie biurokratyczną administrację. Najmniejszą jednostką administracyjną było dominium, jednostką wyższą został nowo utworzony powiat (niem. Bezirk), na którego szczeblu utworzono sądy i instytucje podatkowe.
W 1855 zawarł konkordat z Watykanem. Wskutek konkordatu kościołowi rzymskokatolickiemu podporządkowano całe szkolnictwo ludowe, i w części średnie. W sprawach małżeńskich ustawodawstwo cywilne podporządkowano zasadom prawa kanonicznego. Śluby kościelne stały się obowiązkowe dla wszystkich chrześcijan.
W dziedzinie ochrony porządku publicznego na wsiach utworzono żandarmerię, a w miastach dyrekcje policji, podlegające ministerstwu policji.
Ministrem spraw zagranicznych w tym rządzie był hrabia Buol von Schauenstein, ministrem oświaty Leopold von Thun und Hohenstein.